# 釣野伏
釣野伏據傳是日本戰國時代的九州戰國大名島津氏常用的戰法，而大友氏配下的立花道雪、吉弘統幸等武將亦傳聞使用過類似的戰法。

## 概要
在野戰中把全軍分成三隊，其中兩隊在事前於左右埋伏，然後捉緊時機從三方把敵人包圍並殲滅。首先中央部隊要擋在敵人正面，假裝敗走並後退，這就是名字中的「釣」（釣り），然後敵人為了追擊而前進，再被左右兩側的伏兵襲擊，這就是「野伏」（野伏せ），此時假裝敗走的中央部隊反轉並展開逆襲，從而完成三方包圍。
基本上是為了以寡兵殲滅兵數比自己多的對手，中央部隊的兵力必然比敵方部隊的兵力少，因此是難度非常高的戰法。
這個戰法的要點是引誘敵方的中央部隊。在戰場中退卻時非常容易陷入潰走狀況，而為了讓敵人沒有警戒，必須顯示出自然的撤退。為了實行這個困難的軍事行動，必須要有高度訓練和士氣高昂的士兵，再加上擁有優秀戰術能力和能夠冷靜地分析狀況，以及與士兵有強烈信賴關係的指揮官。
而且在實際上此戰法不限於在適合埋伏的地形與敵方交戰，在任意地點中，引誘敵人失敗的情況亦經常發生。在這種場合，作為伏兵的側面部隊需要在戰場迂迴行動，從而包圍並突入敵方部隊的側面。在沒有太多誘敵部隊的情況下，其他部隊亦需要有非常高的能力。雖然是非常華麗的戰法，但是成功的事例相當缺乏，這亦顯示了這種戰法的難度很高，就連島津家部分戰事也被誤傳使用此一戰術。
島津氏在初期的合戰中就使用了釣野伏把敵方包圍並殲滅（木崎原之戰等），後來積極使用此戰法，差不多在所有野戰中都企圖以三方包圍的方式殲滅敵人。在江戶時代島津氏相關紀錄描述在耳川之戰、沖田畷之戰、戶次川之戰等重要合戰中獲勝都採用釣野伏戰術，但在日本戰國時代的紀錄中卻存有爭議。

## 類似的例子
在日本戰國時代中，大友氏家臣立花道雪和高橋紹運都用過類似釣野伏的戰法，兩人聯手在天正6年（1578年）12月3日的柴田川之戰中擊退秋月種實和筑紫廣門。在天正13年（1585年）2月至4月23日之間亦在久留米合戰中數度把龍造寺氏、筑紫氏、秋月氏等肥筑連合軍擊破。而道雪配下的由布惟信和小野鎮幸亦在天正年間的宗像合戰中以獨自的判斷而使用了此戰法而把宗像軍擊退。
立花宗茂在文祿慶長之役中與朝鮮軍和明軍對陣中亦有使用過類似戰法。文祿元年（1592年）6月26日於朝鮮京城北方的朝鮮軍驅逐戰、文祿2年（1593年）1月10日為了救援小西行長，與弟弟高橋統增聯手把明朝追擊軍擊退的龍泉之戰、6月14日與小早川秀包聯手與明朝的劉綎配下將軍的晉州城北之戰、慶長3年9月的第二次蔚山城之戰中，為了救援加藤清正而向蔚山進軍，途中設置偽裝的夜營而欺騙明將麻貴，以釣野伏戰法將其包圍並擊破；就像這樣在實戰中被活用。
筑紫惟門亦在永禄2年（1559年）1月的第一次侍島之戰擊退大友方田北鑑生與佐藤刑部所率的軍勢，造成佐藤刑部、問註所鑑晴、星野鑑泰、犬塚尚家、田尻種廉、田尻種增戰死。永禄7年（1564年）4月2日的第二次侍島之戰，則令問註所鑑豐、小河鑑昌戰死，以及永祿10年（1567年）7月11日在侍島和山上城使用此戰法，兩度擊退大友氏的勇將齊藤鎮實。
志賀親次更在天正14年（1586年）10月22日的岡城滑瀨口攻防戰中使用此戰法，擊退了很擅長釣野伏的島津軍。
吉弘統幸也於慶長5年（1600年）9月13日，在被稱為西之關原之戰的石垣原之戰中，以此戰術痛擊黑田孝高的軍勢使之造成損兵折將的大損害。